# Saint-Nazaire-de-Ladarez
Saint-Nazaire-de-Ladarez är en kommun i departementet Hérault i regionen Occitanien i södra Frankrike. Kommunen ligger i kantonen Murviel-lès-Béziers som tillhör arrondissementet Béziers. År 2022 hade Saint-Nazaire-de-Ladarez 321 invånare.

## Befolkningsutveckling
Antalet invånare i kommunen Saint-Nazaire-de-Ladarez
Referens:INSEE